# Toru Takemitsu
Toru Takemitsu (japanska: 武満 徹?, Takemitsu Tōru), född 8 oktober 1930, död 20 februari 1996, var en japansk kompositör. Han var i många år den dominerande gestalten i japansk musik. 
I sina första verk var Takemitsu inspirerad av expressionism och den andra wienskolan, men senare upptog han influenser från franska kompositörer som Debussy och Messiaen. I verk som 1967 års November Steps kunde han förena dessa västerländska stilar med en vidareutveckling av japansk traditionell konstmusik.